# Терновый (Белореченский район)
Терно́вый — хутор в Белореченском районе Краснодарского края. Входит в состав Пшехского сельского поселения.

## История
Хутор основан в 1906 году армянами переселенцами из Западной Армении (Турция) — джаникцы и ордуйцы.
Решением Краснодарского крайисполкома от 15 ноября 1977 года в хутор Терновый были переселены жители хутора Абазов (44°37′59″ с. ш. 39°54′23″ в. д.), исключенного из учётных данных административно-территориального деления Краснодарского края.

## Население
| 2002 | 2010 |
| ---- | ---- |
| 279  | ↘255 |

В настоящее время в хуторе 72 двора, проживают около 400 человек (в основном армяне).

## Образование
С 1928 года в хуторе существует школа: сначала начальная армянская, затем 8-летняя, с 1994 года 11-летняя школа, а с 2007 года по настоящее время основная девятилетняя школа (МОУ ООШ 28).

## Уличная сеть
- ул. Лесная,
- ул. Мира,
- ул. Спортивная.